# Кубок мира по спортивной ходьбе 1991
Кубок мира по спортивной ходьбе 1991 года прошёл 1—2 июня в Сан-Хосе, штат Калифорния (США). Мужчины боролись за Кубок Лугано, который получала лучшая сборная по итогам заходов на 20 и 50 км. Женщины разыгрывали Кубок Эшборна на дистанции 10 км.
На старт вышли 309 ходоков из 33 стран мира (218 мужчин и 91 женщина).
Каждая команда могла выставить до пяти спортсменов в каждый из заходов. Лучшие в командном зачёте определялись по сумме очков, набранных тремя сильнейшими представителями страны (очки начислялись в зависимости от занятого места). В зачёт Кубка Лугано шли по три лучших результата на дистанциях 20 и 50 км у мужчин.
Мексиканец Карлос Мерсенарио стал первым легкоатлетом, которому удалось выиграть обе дистанции, 20 и 50 км, на Кубке мира по ходьбе: на первой он был лучшим в 1987 году, а на второй первенствовал в Сан-Хосе, установив новый рекорд соревнований — 3:42.03.

## Расписание
| Дата        | Заход         |
| ----------- | ------------- |
| 1 июня 1991 | 10 км женщины |
| 1 июня 1991 | 20 км мужчины |
| 2 июня 1991 | 50 км мужчины |

## Медалисты
Сокращения: WR — мировой рекорд | AR — рекорд континента | NR — национальный рекорд | CR — рекорд соревнований
Курсивом выделены участники, чей результат не пошёл в зачёт команды

### Мужчины
| Дисциплина              | Золото | Золото     | Серебро | Серебро  | Бронза | Бронза    |
| ----------------------- | --- | ---------- | --- | -------- | --- | --------- |
| 20 км                   | Михаил Щенников СССР | 1:20.43    | Эрнесто Канто Мексика | 1:20.46  | Тьерри Тутен Франция | 1:20.56   |
| 50 км                   | Карлос Мерсенарио Мексика | 3:42.03 CR | Саймон Бейкер Австралия | 3:46.36  | Рональд Вайгель Германия | 3:47.50   |
| Кубок Лугано (20+50 км) | Италия · Джованни Де Бенедиктис · Вальтер Арена · Маурицио Дамилано · Джованни Перричелли · Джузеппе Де Гаэтано · Алессандро Беллуччи · Серджио Спаньюло · Артуро Ди Мецца · Массимо Квирикони · Карло Маттиоли | 517 очков  | Германия · Аксель Ноак · Роберт Или · Ральф Вайзе · Рональд Вайгель · Бернд Гуммельт · Хартвиг Гаудер · Олаф Мёльднер · Дан Бауэр · Торстен Трампели · Александр Пройше | 491 очко | Мексика · Эрнесто Канто · Хоэль Санчес · Бернардо Сегура · Карлос Мерсенарио · Мигель Родригес · Мартин Бермудес · Виктор Санчес · Игнасио Самудио · Херман Санчес · Эрнан Андраде | 487 очков |

### Женщины
| Дисциплина    | Золото                                                                                      | Золото   | Серебро | Серебро   | Бронза                                                                                      | Бронза   |
| ------------- | ------------------------------------------------------------------------------------------- | -------- | --- | --------- | ------------------------------------------------------------------------------------------- | -------- |
| 10 км         | Ирина Страхова СССР                                                                         | 43.55    | Грасиэла Мендоса Мексика                                                                                     | 44.09     | Елена Сайко СССР                                                                            | 44.11    |
| Кубок Эшборна | СССР · Ирина Страхова · Елена Сайко · Ольга Кардопольцева · Надежда Ряшкина · Алина Иванова | 203 очка | Италия · Илеана Сальвадор · Аннарита Сидоти · Пьер Карола Паньяни · Мария Грация Коголи · Элизабетта Перроне | 180 очков | Мексика · Грасиэла Мендоса · Марисела Чавес · Мария Колин · Франсиска Мартинес · Ева Мачука | 162 очка |